# 奥尔洛夫卡农村居民点 (伏尔加格勒州)
奥尔洛夫卡农村居民点（俄语：Орловское сельское поселение）是俄罗斯联邦伏尔加格勒州戈罗季谢区所属的一个农村居民点。其下辖有2个居民点，行政中心为奥尔洛夫卡。据2016年统计，该农村居民点的人口为1670人。